# 路易斯·马拉贡
路易斯·马拉贡（西班牙語：Luis Malagón，1997年3月2日—），墨西哥男子足球运动员，司职守门员。他曾代表墨西哥国奥队参加2020年夏季奥林匹克运动会足球比赛，获得一枚铜牌。